# Batalla de Épila (1348)
Se conoce con el nombre de batalla de Épila al enfrentamiento armado que tuvo lugar el día 21 de julio del año 1348 en esa localidad zaragozana entre los partidarios de la Unión aragonesa y los del rey Pedro IV, encabezados por don Lope de Luna. Esta batalla fue el colofón de un largo enfrentamiento entre un amplio sector de la nobleza y el pueblo de Aragón contra su rey natural con la derrota total y definitiva de la Unión.

## Antecedentes
El inicio de los enfrentamientos directos entre el rey de Aragón y buena parte de la nobleza y los municipios del Reino debe retrotraerse al año 1282, tras la conquista de Sicilia por Pedro III, su excomunión por el papa y la negativa aragonesa a apoyar al rey en las subsiguientes guerras contra el rey de Francia. En ese momento, para conseguir una presión más efectiva sobre el rey y protegerse mutuamente, la alta nobleza aragonesa firmó el Juramento de la Unión, por el que se comprometieron a prestarse apoyo mutuo contra el rey en el caso de que éste intentase menoscabar sus privilegios. Esta primera rebelión nobiliaria se amplió posteriormente con la inclusión en la Unión de las principales ciudades aragonesas y, en especial, la ciudad de Zaragoza, capital del Reino.
La consecuencia inmediata fue que en las Cortes de Zaragoza de 1283 Pedro III se vio obligado a aceptar el llamado Privilegio General de la Unión, ampliado todavía años después, en 1287, durante el reinado de su hijo Alfonso III, en los Privilegios de la Unión de este año.

## La Unión contra Pedro IV
Pedro IV el Ceremonioso se había convertido en rey de Aragón en el año 1336 a la muerte de su padre Alfonso IV y su primer gran problema de política interna se produjo en 1347 con la reactivación de la Unión aragonesa. El motivo original del enfrentamiento estuvo en la decisión del monarca de hacer jurar como heredera de la Corona de Aragón a su hija Constanza, lo cual lesionaba los derechos dinásticos del infante Jaime, hermano del rey. Este, que ejercía ya como Gobernador de Aragón, acudió de inmediato a Zaragoza a pedir el apoyo de la nobleza aragonesa contra la decisión real. Los nobles decidieron jurar de nuevo la Unión en apoyo del infante, movimiento al que pronto se sumó la mayoría de los municipios, incluyendo la capital. Al mismo tiempo, en el propio Reino de Valencia se organizó también otra Unión similar a la aragonesa.
En un primer momento Pedro IV procuró solucionar el enfrentamiento recurriendo a la diplomacia: convocó Cortes en Zaragoza y en ellas concedió la revocación de su decisión y se avino a confirmar los Privilegios de la Unión de 1287, no sin haber declarado antes en secreto que todas las mercedes que concediera quedaban sin efecto por haberlas tenido que hacer contra su voluntad. A partir de ese momento, la única salida posible al conflicto pasaba a ser el enfrentamiento armado.
Poco después de finalizar las Cortes el infante Jaime murió en Barcelona, probablemente envenenado por orden del propio rey, y es su hermanastro Fernando el que, desde Valencia, se pone al frente de la rebelión contra el monarca. A finales de 1347 en los dos reinos —Aragón y Valencia— se suceden los enfrentamientos: Por un lado, la Unión valenciana vence a los realistas en Pueblo Largo y en Bétera pero, por otro, en Aragón, el rey consigue atraer a su bando a algunos de los principales nobles aragoneses como Lope de Luna y a las importantes comunidades de aldeas de Daroca y Teruel. Por último, a principios de 1348 Pedro IV consigue llegar a un acuerdo con la Unión valenciana por lo que toda la actividad militar se concentra a partir de entonces en el Reino de Aragón.

## La batalla
En Aragón, durante la primavera de 1348, los unionistas habían concentrado todas su fuerzas en Zaragoza dispuestos a obligar por la fuerza a colaborar con ellos a los nobles que aún apoyaban al rey. Por su parte, Lope de Luna intentaba tomar la ciudad de Tarazona, integrante de la Unión. En ese momento, a principios del mes de julio, Pedro IV, una vez pacificado el reino de Valencia y con el apoyo de los habitantes de Teruel, Daroca y Calatayud se propuso marchar sobre Zaragoza para poner fin a la revuelta. Los unionistas, dándose cuenta de que no podrían hacer frente a las fuerzas reunidas de Pedro IV y Lope de Luna, intentaron cortarles el paso tomando un enclave intermedio que se hallaba en poder de los realistas, la villa de Épila. Por su parte, Lope de Luna comprendió igualmente que si los unionistas tomaban Épila él mismo se vería bloqueado e imposibilitado de recibir el apoyo del rey. Por ello dejó de inmediato el cerco de Tarazona y se dirigió a toda velocidad hacia Épila para impedir que fuera tomada. Allí tuvo lugar el enfrentamiento armado definitivo el 21 de julio de 1348.

### Los ejércitos contendientes

#### Ejército Real
En Épila
- Blasco de Alagón y Juan Ximénez de Urrea, hermanos.
- Tomás Cornel.
- Martín López de Pomar –alcaide-.

Ejército de Lope de Luna
- Lope de Luna, con 400 caballeros.
- Álvar García de Albornoz con 600 caballeros.
- Peones de Daroca.

#### Ejército de la Unión
- Infante Fernando de Aragón.
- Juan Ximénez de Urrea, señor de Biota.
- Juan Ximénez de Urrea, capitán de la Unión.
- Peones de Zaragoza.
- 15.000 hombres entre caballeros y peones.

### Desarrollo
La batalla dio comienzo en la mañana del 21 de julio con el intento de las tropas de la Unión, dirigidas por Juan Ximénez de Urrea, hijo, de asaltar por la fuerza la villa de Épila. Dentro se había refugiado una parte del ejército real, cuya misión era defender la plaza hasta que el núcleo central de las tropas de Pedro IV consiguiera reunirse con las de Lope de Luna. El ataque frontal fue muy duro pero los unionistas carecían de material de sitio suficiente para forzar las defensas y tampoco tenían tiempo para prepararlo pues sabían que Lope de Luna había abandonado el sitio de Tarazona y se dirigía hacia el Jalón para forzar el enfrentamiento. Rechazado el primer asalto, los unionistas se dedicaron a quemar las mieses y los arrabales intentando de esa manera forzar un enfrentamiento en campo abierto, que no llegó a producirse. A mediodía llegaron al Jalón las avanzadillas del ejército real de Lope de Luna. La rapidez de su actuación, la sorpresa de su llegada y la falta de previsión de los cabecillas de la Unión, que no esperaban que el de Luna pudiera presentar batalla ese mismo día, decidió la jornada.
El desenlace de la batalla se centró en el puente sobre el Jalón. Los unionistas trataron de cerrar el paso allí a los mercenarios castellanos que llegaban al mando de Gómez de Albornoz pero la inexperiencia de los peones de la ciudad de Zaragoza no pudo frenar a varios cientos de caballeros bien armados y avezados en el uso de las armas, que no solo se abrieron paso hasta la otra orilla sino que atacaron directamente a los nobles aragoneses que se mantenían en la reserva. Una parte de estos se dio de inmediato a la fuga por lo que la capacidad de reacción de las tropas de la Unión fue casi nula. Solo los nobles más comprometidos con la causa consiguieron formar un frente de combate con la intención de resistir hasta la caída de la noche. Pero finalmente, una salida feroz de las tropas realistas que se habían mantenido a la espera dentro de la villa de Épila rompió esta última resistencia, causando además la muerte de los principales cabecillas de la Unión o su aprisionamiento.

## Consecuencias
La victoria de las tropas realistas en la batalla de Épila fue completa y definitiva. En la propia batalla murieron los principales valedores de la Unión como Juan Ximénez de Urrea, señor de Biota, Gombal de Tramacet o Jimén Pérez de Pina. Presos quedaron los principales capitanes como Juan Ximénez de Urrea, hijo del anterior, que había dirigido el ejército de la Unión en las acciones del reino de Valencia y que murió ejecutado pocos días después por orden del rey, y Pedro Fernández, señor de Híjar. El propio infante Fernando, que había caído preso en manos de soldados castellanos, fue enviado por estos a Castilla ante el temor de que el rey mandara matarlo también.
A continuación Pedro IV mando convocar Cortes en Zaragoza y concedió el título de Conde de Luna a Lope de Luna, el primer noble en Aragón en obtener este título sin pertenecer a la casa real. El cuatro de octubre, por último, las Cortes de Aragón revocaron definitivamente todos los privilegios y derechos de la Unión y el propio rey con su puñal rasgó los documentos que recogían los privilegios. Sin embargo, al mismo tiempo el rey amplió los poderes del Justicia de Aragón para mediar en los conflictos entre los aragoneses y el monarca, de manera que, en realidad, buena parte de los derechos que los nobles se habían atribuido en la Unión, quedaban salvaguardados en la figura del Justicia y ampliados a todos los aragoneses.
- Datos: Q4870973